# 层齿鱼属
层齿鱼属（学名：Stratodus）是仙女鱼目一個已滅絕的屬，发现于美國堪萨斯州與亚拉巴马州、摩洛哥、以色列和尼日尔的白垩纪海相地层中，这类体表光滑的鱼有着长满多排小牙齿的颚骨。
马里的塔玛圭雷特组（Tamaguélelt Formation）中发现了始新世的层齿鱼属化石，这表明它們在白垩纪-古近纪灭绝事件中幸存了下来。

## 描述
层齿鱼属的体型相当大，全长可达5米。层齿鱼属的身体纤长，体表覆盖着与现生欧洲鲟非常相似的皮内成骨。最顯著的特徵是尖而长的吻部，以及许多细小而锋利的牙齿，它们有着奇特的结构。
牙齿坚固且呈圆锥形，向内侧后方弯曲，顶部尖锐而锋利，它们的长度达7毫米，并按大小排列成平行的行。层齿鱼属至少有6000颗牙齿，其中至少有1000颗位于颌骨外侧；在小铲形的上颌骨上，牙齿排列成两行，基部较厚，呈椭圆形，并沿着顶部的方向逐渐变平。一般来说，上颌骨和下颌骨牙齿的外观是许多紧密排列的棘刺。下颌的牙齿排列成许多倾斜的行，并且具有与上颌骨牙齿相似的结构。
层齿鱼属的前胸椎骨稍长，所有椎体均具有小神经棘；背鳍非常细长，体表存在大量呈射线状排列的皮内成骨，这些皮内成骨的形状和位置表明，每侧都有一排侧线和至少一个背侧或腹侧线。

## 分类
1872年，古生物學家爱德华·德林克·科普根据在堪萨斯州晚白垩世岩層发现的化石首次描述了层齿鱼属。除了模式种尖层齿鱼外，科普还在1877年描述了尖髯层齿鱼（牙齿形状与尖层齿鱼不同，尺寸也更小）。长期以来，层齿鱼属的化石很少，几乎都与颅骨相关，直到2008年才在南达科他州发现了不完整的骨骼，随后约旦和尼日尔也发现了层齿鱼属的颅骨和颅后化石，来自尼日尔的化石材料被归于新物种因達曼層齒魚。亚拉巴马州、摩洛哥、刚果、叙利亚、巴勒斯坦也发现了层齿鱼属的化石。
层齿鱼属是仙女鱼目的成员，这是一类掠食性鱼类，目前主要分布于深海中。层齿鱼属所属的亚目是矛齿鱼亚目， 这是白垩纪时期的一类典型仙女鱼类，有着多种形态。层齿鱼最初被归入单独的层齿鱼科（Stratodontidae），后来被归入鲸咽鱼科（Dercetidae，形似鳗鱼但体型通常比层齿鱼属小得多）。然而，随着新的化石被发现，又有观点认为层齿鱼科这一分类群是有效的，并且该科被认为是鲸咽鱼科的姐妹群。

## 古生态学
层齿鱼属是一类活跃于开阔海域中的掠食者，多排小牙齿可能被用来刺穿并捕获鱼类和软体动物等小型猎物，类似鳗鱼的细长身体表明层齿鱼属相当迅速且敏捷。